# Liesl-Karlstadt-Brunnen

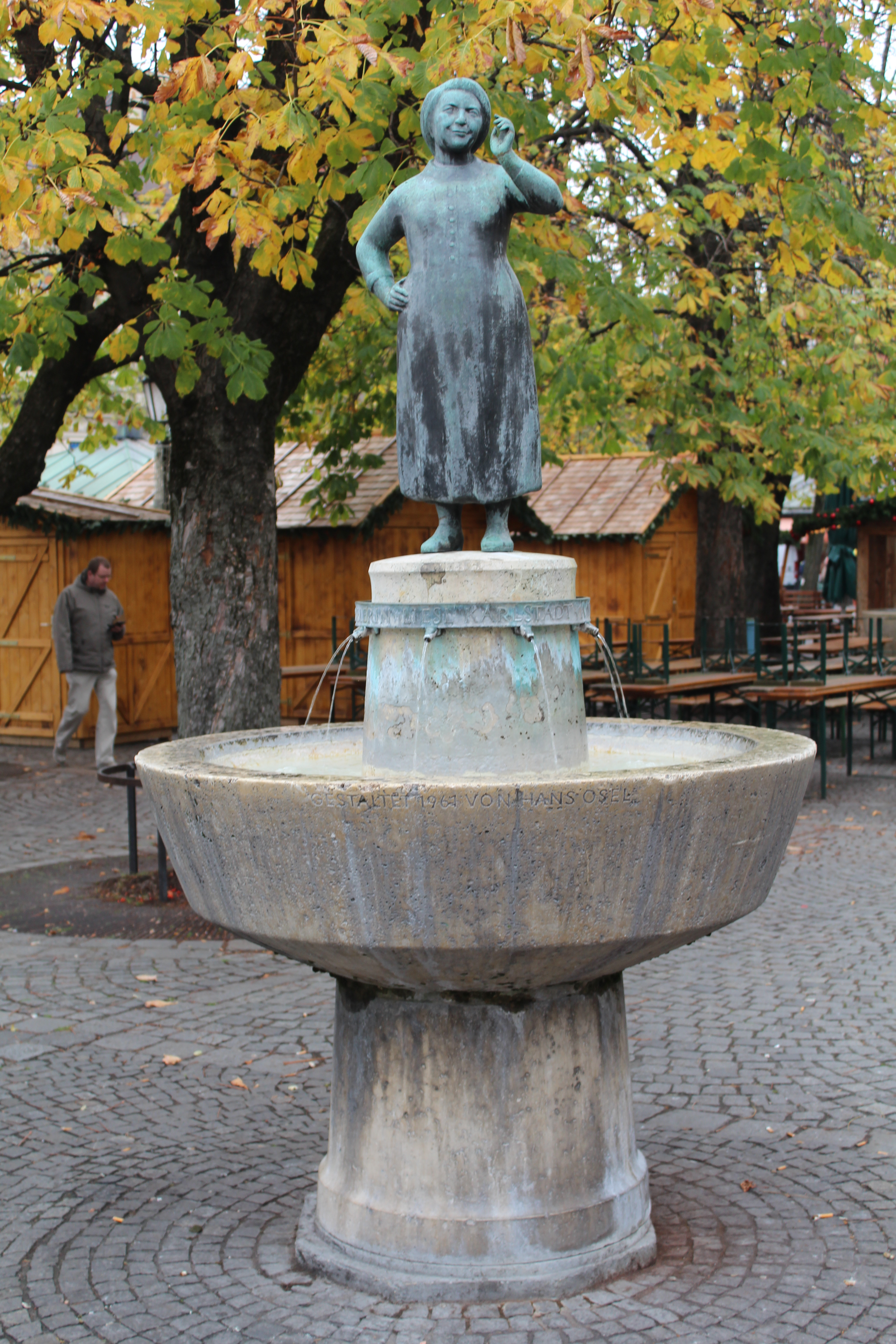
Liesl-Karlstadt-Brunnen auf dem Viktualienmarkt

Der Liesl-Karlstadt-Brunnen ist ein von dem Bildhauer Hans Osel gestalteter Brunnen auf dem Viktualienmarkt  in der Altstadt der bayerischen Landeshauptstadt München, der der Kabarettistin und Volksschauspielerin Liesl Karlstadt (1892–1960) gewidmet ist. Ganz in der Nähe befindet sich mit dem Karl-Valentin-Brunnen ein ihrem kongenialen Bühnenpartner Karl Valentin gewidmeter Brunnen.

## Geschichte
Zu Ehren von Liesl Karlstadt wurde in München ein Brunnen mit ihrer Skulptur errichtet. Mit der Ausführung wurde der Münchner Bildhauer Hans Osel beauftragt. Als Material für die Figur wurde Bronze verwendet. Neben dem Weiß Ferdl und Karl Valentin erhielt auch Liesl Karlstadt als dritte im Bunde der populären Münchner Volksschauspieler der ersten Hälfte des 20. Jahrhunderts einen Gedenkbrunnen auf dem Viktualienmarkt. Bei der Einweihung im Jahr 1961 waren der damalige Münchner Oberbürgermeister Hans-Jochen Vogel sowie Alt-Oberbürgermeister Thomas Wimmer anwesend. Die Gedenkrede hielt der Wirtschaftsunternehmer Gustl Feldmeier.

## Beschreibung
Liesl Karlstadt steht etwa in Lebensgröße aufrecht mit leicht nach oben gewandtem Blick. Sie trägt das schlichte Kleid einer Hausfrau. Die linke Hand ist bis zur Höhe des Kopfes erhoben, die rechte in die Hüfte gestemmt. Das als Trinkwasserbrunnen ausgebildete Natursteinbecken ist schalenförmig und steht auf einem gepflasterten Platz.

## Kontroverse
Der Liesl-Karlstadt-Brunnen entwickelte sich zu einem beliebten Treffpunkt alteingesessener Münchner Bürger, die sich dort mit mitgebrachten Getränken bei schönem Wetter regelmäßig zu einem Biertrinker-Stammtisch versammelten, von denen einige die Künstlerin noch auf der Bühne erlebt hatten. Zu dieser Gruppe stießen auch Personen, die solche Zusammenkünfte stark angetrunken und lärmend, sehr zum Ärger der umliegenden Marktstände, störten. In den Brunnen wurden leere Bierflaschen, Dosen, Becher, Zigarettenschachteln und weiterer Unrat geworfen, es wurde auch Bier widerrechtlich verkauft. Anwesende Touristen wurden belästigt und mieden deshalb die benachbarten Verkaufsstände. Da die alkoholisierten Personen randalierten, aggressiv wurden und die Einrichtung eines Standes beschädigten, wurde von den Marktstandbetreibern die Polizei gerufen, die Personalien der am Brunnen Anwesenden aufnahm und Platzverweise aussprach. Der Polizeieinsatz wurde von den Stammtisch-Teilnehmern als übertrieben bezeichnet, da ihre Zusammenkünfte überwiegend friedlich verlaufen und sie Vandalismus verurteilen, wenn Leute Ärger machen oder zu viel getrunken hatten, werden diese heimgeschickt. Seit den Vorfällen 2017 überwacht ein Sicherheitsdienst das Treiben am Brunnen. Dessen Anwesenheit hat das Verhältnis der Marktständebetreiber und der Stammtischrunde verbessert. Auch die Touristen erfreuen sich wieder an den teilweise in Tracht erscheinenden Stammtischlern.